# Copilia lata
Copilia lata är en kräftdjursart som beskrevs av Giesbrecht 1891. Copilia lata ingår i släktet Copilia och familjen Sapphirinidae. Inga underarter finns listade i Catalogue of Life.